# 82号州际公路
82号州际公路（英語：Interstate）是一条东西方向的州际公路。该公路连接了华盛顿州埃伦斯堡和俄勒冈州尤马蒂拉县，全长143.58英里。